# Videna oleacina
Videna oleacina es una especie de molusco gasterópodo terrestre de la familia Trochomorphidae en el orden de los Stylommatophora.

## Distribución geográfica
Es endémica de Palaos.

## Estado de conservación
Se encuentra amenazada por la pérdida de su hábitat natural.